# Drużyna mieszana na Letnich Igrzyskach Olimpijskich 1896
Reprezentacja Drużyny Mieszanej na Letnich Igrzyskach Olimpijskich 1896 w Atenach liczyła 4 sportowców, wyłącznie mężczyzn. Reprezentacja ta miała przedstawicieli tylko w tenisie w grze podwójnej mężczyzn.

## Medaliści
| Medal | Nazwisko                            | Sport | Konkurencja           |
| ----- | ----------------------------------- | ----- | --------------------- |
| Złoto | John Pius Boland Friedrich Traun    | Tenis | gra podwójna mężczyzn |
| Brąz  | Teddy Flack George Stuart Robertson | Tenis | gra podwójna mężczyzn |